# Parastagmatoptera simulacrum
Parastagmatoptera simulacrum är en bönsyrseart som beskrevs av Fabricius 1793. Parastagmatoptera simulacrum ingår i släktet Parastagmatoptera och familjen Mantidae. Inga underarter finns listade i Catalogue of Life.